# Teorema de Hermite-Lindemann
El teorema de Hermite-Lindemann establece que si a es un número algebraico distinto de cero, entonces el número ea es trascendente.

## Historia
El teorema fue demostrado en 1882 por Carl Louis Ferdinand von Lindemann. En 1885, Karl Weierstraß dio una generalización, conocida como teorema de Lindemann–Weierstrass. Una generalización más reciente es el teorema de Baker.

## Trascendencia deey deπ
En particular, e es trascendente, resultado demostrado por Charles Hermite en 1873. Esta prueba es conocida como el teorema de Hermite.
La trascendencia de π es también un corolario del teorema de Lindemann: sin(π) = 0, pero del teorema se deduce más generalmente la trascendencia de cualquier número distinto de cero t donde (por ejemplo) la función seno es algebraica. De hecho, teniendo en cuenta las fórmulas de Euler (las relaciones entre cos (t), sin (t) y eit), tan pronto como uno de los tres es algebraico, los tres son, en particular eit algebraicos, de modo que por contraposición lógica del teorema, el número it es por tanto trascendente, y t también lo es.
El enfoque original de Hermite para e fue simplificado y extendido a π por David Hilbert (en 1893), para finalmente convertirse en elemental gracias a Adolf Hurwitz y Paul Gordan. Al adaptar la estrategia de la demostración de la transcendencia de π a la correspondiente demostración de e, los datos sobre polinomios simétricos juegan un papel fundamental.
Para obtener información detallada sobre las demostraciones de la trascendencia de e y de π, consúltense referencias y anexos.

## Imposibilidad de la cuadratura del círculo
Pierre Wantzel había demostrado en 1837 que el problema de la imposibilidad de la cuadratura del círculo podía deducirse de la trascendencia hipotética del número π (véase teorema de Wantzel para más detalles). Al demostrar que π no es algebraico, Lindemann logró demostrar que es imposible construir con regla y compás un cuadrado de la misma área que un círculo dado, resolviendo así en negativo uno de los problemas matemáticos más antiguos desde la Grecia clásica.